# Fabiola Gianotti
Fabiola Gianotti (Roma, 29 ottobre 1960) è una fisica italiana, dal gennaio 2016 direttrice generale del CERN di Ginevra.

## Biografia
(Fabiola Gianotti, 2013)
Figlia di un geologo astigiano e di una letterata siciliana, a sette anni si trasferì con la famiglia da Roma a Milano, dove frequentò la scuola media Tommaseo e il liceo classico delle Orsoline. La lettura della biografia di Marie Curie e la spiegazione di Einstein dell'effetto fotoelettrico la avvicinarono alle materie scientifiche e in particolare alla fisica, nella quale si laureò con indirizzo fisica sub-nucleare nel 1984 presso l'Università Statale di Milano. Nello stesso anno fu ispirata a intraprendere un dottorato di ricerca sulle particelle elementari dall'attribuzione del Premio Nobel a Carlo Rubbia. La tesi di dottorato riguardò l'analisi dei dati dell'esperimento UA2.
È entrata a far parte del CERN (Organizzazione europea per la ricerca nucleare) nel 1987 lavorando su vari esperimenti, tra cui UA2 all'SPS (Super Proton Synchrotron) e ALEPH al LEP (Large Electron-Positron Collider), il precursore di LHC (Large Hadron Collider). Nel 1990 ha incominciato a lavorare sull'argon liquido. Nel febbraio del 1992 ha partecipato all'esperimento ATLAS, che si avvale della collaborazione di oltre 3 000 studiosi, in gran parte fisici provenienti da 38 paesi di tutto il mondo, ed è considerato il più grande esperimento scientifico mai realizzato. Dopo esserne stata coordinatrice dal 1999 al 2003, eletta dai propri colleghi ha ripreso tale carica dal 2009 al 2013. Proprio in qualità di portavoce di ATLAS, il 4 luglio 2012 ha annunciato presso l'auditorium del CERN, unitamente a Joseph Incandela, portavoce dell'esperimento CMS, la prima osservazione di una particella compatibile con il bosone di Higgs.
Così lei stessa illustra la scoperta:
È membro del comitato consultivo per la fisica al Fermilab negli Stati Uniti e dell'Accademia dei Lincei per la classe di scienze fisiche. Dal 2013 è professore onorario presso l'Università di Edimburgo.
Nel 2013 ha preso parte al film documentario Particle Fever.
Il 4 novembre 2014 è stata selezionata dal consiglio del CERN, alla sua 173ª sessione, per la carica di direttore generale. È stata la prima donna ad aver ricevuto tale designazione. Dal 1º gennaio 2016 è ufficialmente la nuova Direttrice Generale del CERN.
Il 6 novembre 2019 è stata selezionata dal consiglio del CERN, alla sua 195ª sessione, per un secondo mandato come direttrice generale. È la prima volta nella storia del CERN che un direttore generale viene selezionato per un secondo mandato. Guiderà il centro di ricerca fino al 2025.
Il 29 settembre 2020 è stata nominata da papa Francesco come membro ordinario della Pontificia accademia delle scienze.

## Vita privata
È diplomata in pianoforte al Conservatorio di Milano ed è un'esperta ballerina. È nubile.
Si è dichiarata credente. Ha anche affermato che lo studio della natura la porta a pensare a un intelletto ordinatore: "Quello che io vedo nella natura, la sua semplicità, la sua eleganza, mi avvicina all'idea di una mente intelligente ordinatrice". In un'altra intervista ha risposto: "Sì, io credo. La scienza è compatibile con la fede e non ci sono contraddizioni. L'importante è lasciare i due piani separati: essere credenti o non credenti, non è la fisica che ci darà risposta".

## Riconoscimenti
Il 7 dicembre 2012 le è stato conferito dal Comune di Milano il premio Ambrogino d'oro.
L'11 dicembre 2012 ha condiviso, con altri beneficiari, il Fundamental Physics Prize.
La rivista TIME l'ha collocata in quinta posizione nella graduatoria di Persona dell'anno 2012, che ha visto al primo posto il presidente Obama.
Nel 2013 le sono stati assegnati:
- il Premio Nonino, con la seguente motivazione: «Il premio Nonino premia in lei l'eccellenza di una ricerca che ha un potenziale immenso, ma purtroppo è spesso umiliata nel nostro paese».[23]
- il Premio Enrico Fermi dalla Società italiana di fisica.

Nello stesso anno è stata collocata al settantottesimo posto nella lista delle 100 donne più potenti al mondo secondo la rivista Forbes.
Nel 2018 le è stata conferita la medaglia Tate assegnata dall'American Institute of Physics per il suo ruolo di leader nella comunità internazionale della fisica.
Le è stato dedicato un asteroide, 214819 Gianotti.
Nel 2023 l'Università Radboud di Nimega, in occasione delle celebrazioni per i cento anni dalla sua fondazione, ha scelto di conferire il dottorato honoris causa a sette accademici di fama internazionale, fra cui Fabiola Gianotti. Il titolo le è stato materialmente conferito il 17 ottobre 2023.